# فولوديمير ييزيرسكي
فولوديمير ييزيرسكي (بالأوكرانية: Єзерський Володимир Іванович)‏ (مواليد 15 نوفمبر 1976) هو لاعب كرة قدم. يلعب مع منتخب أوكرانيا لكرة القدم. سبق له أن لعب في كأس العالم لكرة القدم مع منتخب بلاده.

## روابط خارجية
- فولوديمير ييزيرسكي على موقع الاتحاد الأوربي (الإنجليزية)
- فولوديمير ييزيرسكي على موقع اتحاد أوكرانيا (الإنجليزية)
- فولوديمير ييزيرسكي على موقع قاعدة بيانات كرة القدم.إي يو (الإنجليزية)
- فولوديمير ييزيرسكي على موقع ناشيونال فوتبول تيمز (الإنجليزية)
- فولوديمير ييزيرسكي على موقع Soccerway.com (الإنجليزية)
- فولوديمير ييزيرسكي على موقع عالم كرة القدم.نت (الإنجليزية)